# Provinz Puerto Inca
Die Provinz Puerto Inca ist eine von elf Provinzen der Region Huánuco in Zentral-Peru. Die Provinz hat eine Fläche von 9914 km². Beim Zensus 2017 lebten 35.833 Menschen in der Provinz. Im Jahr 1993 lag die Einwohnerzahl bei 32.405, im Jahr 2007 bei 31.032. Die Provinzverwaltung befindet sich in der Kleinstadt Puerto Inca, die am Ostufer des Río Pachitea liegt.

## Geographische Lage
Die Provinz Puerto Inca liegt etwa 360 km nordöstlich der Landeshauptstadt Lima. Sie erstreckt sich über das untere Einzugsgebiet des Río Pachitea. Der Westen der Provinz wird von dessen Zuflüssen Río Pozuzo und Río Sungarayacu durchflossen. Die Provinz Puerto Inca hat eine maximale Längsausdehnung in SW-NO-Richtung von etwa 190 km. Die Provinz reicht im Südwesten bis an die Ostflanke der peruanischen Zentralkordillere. Im Osten verläuft das Sira-Gebirge, das der Ostkordillere zugerechnet wird. Im Nordosten reicht die Provinz bis zur Einmündung des Río Pachitea in den Río Ucayali. Das Gebiet gehört zur vorandinen Zone des Amazonasbeckens.  
Die Provinz Puerto Inca grenzt im Norden an die Provinz Padre Abad, im Osten an die Provinz Coronel Portillo (beide in der Region Ucayali), im Süden an die Provinz Oxapampa (Region Pasco) sowie im Westen an die Provinzen Pachitea und Leoncio Prado.

## Verwaltungsgliederung
Die Provinz Puerto Inca gliedert sich in fünf Distrikte (Distritos). Der Distrikt Puerto Inca ist Sitz der Provinzverwaltung.
| Distrikt        | Verwaltungssitz |
| --------------- | --------------- |
| Codo del Pozuzo | Codo del Pozuzo |
| Honoria         | Honoria         |
| Puerto Inca     | Puerto Inca     |
| Tournavista     | Tournavista     |
| Yuyapichis      | Yuyapichis      |